# Flugplatz Pellworm

i7
i11
i13
Der Flugplatz Pellworm (ICAO-Code: EDHP) ist ein Sonderlandeplatz ohne jegliche feste Bebauung und ist nur mit einer vorherigen Erlaubnisanfrage (PPR) anfliegbar. Der Flugplatz ist für Kleinflugzeuge bis zwei Tonnen und Helikopter bis sechs Tonnen geeignet und dient der Inselversorgung und dem Personentransport. Die Landebahn des Flugplatzes, der sich auf der Nordfriesischen Insel Pellworm befindet, misst eine Länge von 680 Metern. Beim Anflug ist zu beachten, dass sich nördlich der Piste Windräder befinden.